# Болозів
Боло́зів — село в Україні, у Самбірському районі Львівської області. Населення становить 691 осіб.
Виникло у XII столітті, ймовірно в контексті будівництва князем Володарем Ростиславичем Карпатської оборонної лінії, що мала захищати володіння Рюриковичів від набігів угорців. За княжої доби входило у склад Перемиської волості. Згодом - Перемиської землі Руського воєводства.
1 квітня 1927 р. сільська гміна (самоврядна громада) Блозев Ґурна вилучена зі Старосамбірського повіту і приєднана до Добромильського повіту Львівського воєводства.
У селі є церква Покрови Пресвятої Богородиці парафії ПЦУ.

## Відомі люди
Тут помер український актор, танцюрист і співак Антон Вітошинський.